# Ukrzyżowanie z Marią i św. Janem pod krzyżem
Ukrzyżowanie z Marią i św. Janem pod krzyżem – dyptyk Rogiera van der Weydena, przykład niderlandzkiego malarstwa tablicowego. Jest to największy zachowany dyptyk Weydena.

## Charakterystyka
Dyptyk przez wielu historyków uznawany był za późne dzieło Weydena. Niemiecki historyk sztuki Erwin Panofsky (1953) i Martin Davies (1972) datują dzieło na lata  1455-1460. Badania dendrochronologiczne opublikowane w 2009 roku wykazały, iż dyptyk nie mógł powstać wcześniej niż w 1464 roku. Sposób ukazania postaci i technika wykonania nawiązuje do innego dzieła z tego samego okresu: Ukrzyżowanie z kartuzji Scheut z Escorialu.

## Opis obrazu
Weyden ukazuje scenę ukrzyżowania na dwóch panelach dyptyku, co jest rzadkością dla tego typu scen przeważnie prezentowanych na tryptykach. Na prawym skrzydle znajduje się Chrystus na krzyżu, na lewym zrozpaczona Maria podtrzymywana przez Jana Ewangelistę. Wszystkie postaci przedstawione zostały na tle czerwonych kotar, co nadaje nieprawdopodobny kontrast wobec białej i jasnoniebieskiej szat postaci. Tak jak w Ukrzyżowaniu z Escorialu, artysta rezygnuje z tradycyjnej ikonografii towarzyszącej scenie Pasyjnej, tłem nie jest góra Golgota czy widok na Jerozolimę, ale szary mur kościelnego wnętrza. Postacie ukazane zostały semi-grisailleowo, bardziej przypominają rzeźby z kamienia. Postać Chrystusa, bardzo cielesna, przepasana jest białą przepaską na biodrach układającą się w fałdy w stylu późnego gotyku. Weyden ponownie stwarza wrażenie uczestniczenia widza, poprzez ból wyrażony na twarzy Marii, w misterium męki Chrystusa. Antoni Ziemba o dwóch podobnych do siebie prac z Escorialu i Filadelfii pisał: 

W obu dziełach sytuacja narracyjna zostaje zawieszona między realnością historii a konwencją iluzyjnej imitacji obrazu. Jest to zabieg wyrafinowany, aluzyjny i już tylko skojarzeniowy: malarz sugeruje wiernemu, iż ten znalazł się w sytuacji granicznej pomiędzy oglądaniem sztucznego obrazu a uczestniczeniem w prawdziwej historii.

## Proweniencja
Według historyka sztuki Penny Howella Jolly dyptyk mógł zostać namalowany dla nieznanego klasztoru kartuzów, gdzie surowe warunki ascetyczne reguły pasowały do surowej kompozycji dyptyku Obraz trafił do Museum of Fine Arts w Bostonie w 1917 roku z kolekcji Johna G. Johnsona.